# Голубь (планёр)
Голубь – одноместный планёр конструкции О. К. Антонова. Построен в 1924 в Саратовском планёрном кружке.
На II Всесоюзных планерных испытаниях, «Голубь», управляемый лётчиком В. М. Зерновым, выполнил несколько небольших подлётов. Конструкция планёра была отмечена грамотой жюри слёта.

## Конструкция
Конструктивно «Голубь» фюзеляжный среднеплан со свободнонесущим крылом.
- Фюзеляж - имел каплеобразную форму и грушевидное поперечное сечение.
- Крыло - среднерасположенное крыло имело профиль – инверсия параболы Н. Е. Жуковского № 117/8. Элероны занимали 17/21 величины размаха крыла. Элероны, рули высоты и направления имели роговую аэродинамическую компенсацию. Для удобства балансировки крыло могло передвигаться вдоль оси фюзеляжа.
- Шасси – основное шасси двухколёсное, могло заменяться на более высокое или лыжное. На ¾ длины фюзеляжа установлен довольно мощный костыль.